# Удачное (Днепропетровская область)
Удачное (укр. Удачне) — село,
Гуляйпольский сельский совет,
Криничанский район,
Днепропетровская область,
Украина.
Код КОАТУУ — 1222082012. Население по переписи 2001 года составляло 53 человека.

## Географическое положение
Село Удачное находится на левом берегу реки Базавлук,
выше по течению на расстоянии в 1,5 км расположено село Малософиевка,
ниже по течению на расстоянии в 1,5 км расположено село Гуляйполе.
Рядом проходит автомобильная дорога Т-0432.

## История
Еврейская земледельческая колония «Поселок 101/1» была включена в черту села Удачное.